# Reza Askari

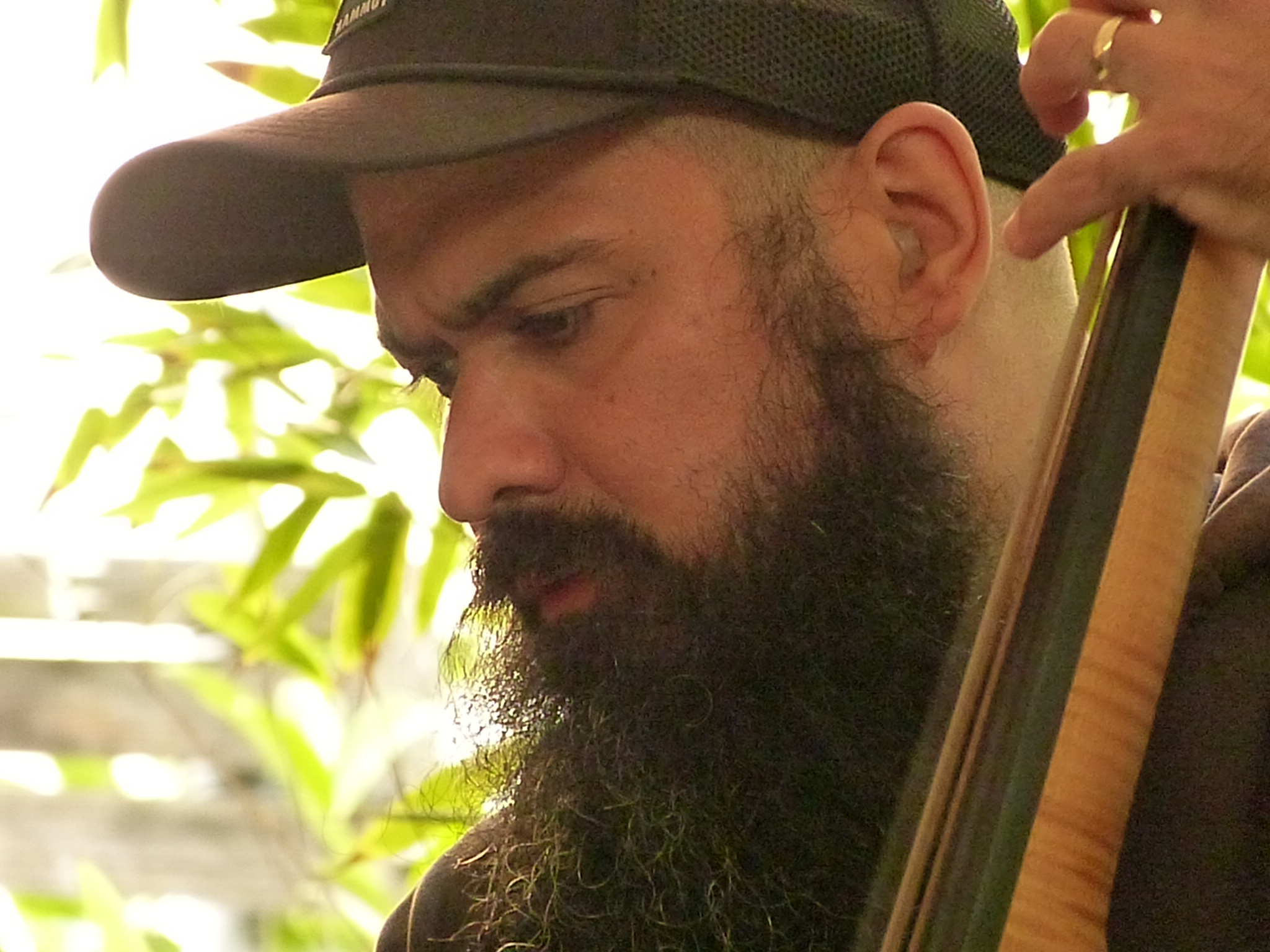
Reza Askari 2025

Reza Askari (* 14. April 1986 in Fulda) ist ein deutscher Kontrabassist und Komponist des Modern Creative iranischer Abstammung.

## Leben und Wirken
Askari erhielt im Alter von acht Jahren Klavierunterricht und wechselte mit 12 Jahren zum E-Bass. Von 2006 bis 2012 studierte Askari zunächst E-Bass bei Marius Goldhammer an der Hochschule für Musik und Tanz Köln, wechselte ab 2008 zum Kontrabass und studierte bei Dieter Manderscheid und Sebastian Gramss. Zwischen 2012 und 2014 studierte er im Studiengang Master of Improvising Arts an der Folkwang Universität der Künste in Essen bei Robert Landfermann.
Von 2004 bis 2010 war Askari Mitglied im Landesjugendjazzorchester Hessen unter Leitung von Wolfgang Diefenbach. Zudem spielte er von 2009 bis 2010 in Peter Herbolzheimers European Masterclass Big Band, unter Leitung von Herbolzheimer und John Ruocco. Zwischen 2009 und 2011 war er Mitglied der Konzertbesetzung des Bundesjazzorchester (BuJazzO).
Askari arbeitete bei Club- und Festivalkonzerten mit Musikern wie Marc Ducret, Jiggs Whigham, Marc Ribot, Lee Konitz, Hayden Chisholm, Herb Geller, Frank Gratkowski, Benny Golson, Jeff Hamilton, Philip Catherine, Frank Haunschild, Thomas Rückert, Nicolas Simion, Ramesh Shotham, Zoltán Lantos, Florian Ross, Sebastian Sternal, Frederik Köster, Jonas Burgwinkel, Marshall Gilkes, Jens Düppe, Niels Klein, Nils Tegen, Heiner Wiberny, Pablo Held oder Ryan Carniaux zusammen. Auch konzertierte er mit Maryam Akhondy (Paaz Live at WDR; Laika Records 2016).
2012 gründete er seine eigene Formation ROAR mit Stefan Karl Schmid und Fabian Arends, welche seit 2021 um den Vibraphonisten Christopher Dell erweitert wird.
Mit John Dikeman, Hans Peter Hiby, Shōji Hano und Willi Kellers bildet er seit 2022 The Circle 5.0.
Tourneen führten Askari nach Vietnam, Japan, Thailand, Indonesien, Indien, Südkorea, China, Syrien, Jordanien, Libanon, Palästina, Türkei, Rumänien, Kroatien, Bosnien und Herzegowina, Frankreich, Italien, Portugal, England, Vereinigte Staaten von Amerika und Kanada.
Zum Wintersemester 2023/2024 wurde Askari als Professor für Jazz-Bass an die Hochschule für Musik Würzburg berufen.

## Diskografische Hinweise

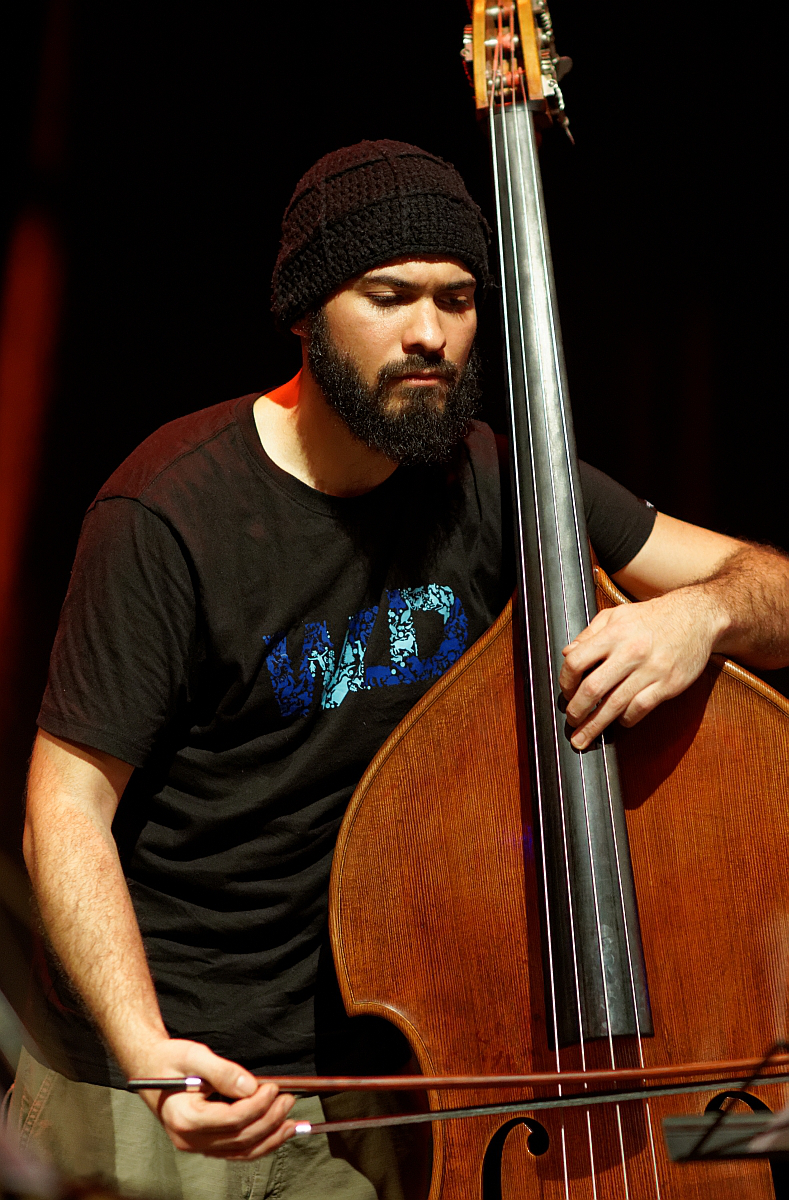
Reza Askari im Artheater Köln, 2013

- Thomas Rückert Trio Meera (2013 Double Moon Records, mit Fabian Arends)[2]
- Besaxung Go! (2013 Gerschlauer Music, mit Philipp Gerschlauer, Felix Roßkopf, Thomas Sauerborn)
- Trumann Doktrin Impuls (2014 Fuhrwerk Musik, mit Janning Trumann, Simon Seidl, Fabian Arends)
- Makkro Raeume (2014 Fuhrwerk Musik, mit Janning Trumann, Fabian Arends, Christian Lorenzen, Oliver Lutz, Thomas Sauerborn)[3]
- Colonel Petrov’s Good Judgement Moral Machine (2016 Moral Machine Records, mit Sebastian Müller, Leonhard Huhn, Rafael Calman, Nils Tegen)
- Matthias Schwengler Trio Soulcrane (2016 Float Music, mit Philipp Brämswig)
- Nina Rotner In This Time (2016 Laika Records mit Philipp Gerschlauer, Chris Dahlgren, Dima Bondarev, Sebastian Hamacher, Tobias Backhaus)
- Maryam Akhondy Paaz Live at WDR – The Cologne Broadcasts (2016 Laika Records)[4]
- ROAR (2017 Klaeng Records mit Stefan Karl Schmid, Fabian Arends sowie Sebastian Müller)
- Ramesh Shotham’s Madras Special Here It Is (2018 Papercup Records mit R. A. Ramamani, T.A.S. Mani, Johannes Lemke, Zoltán Lantos, Sebastian Müller)
- Benedikt Koch True In No Possible World (2018 Double Moon Records mit Benedikt Koch, Matthias Schwengler, Felix Hauptmann, Fabian Arends)[5]
- Colonel Petrov’s Good Judgement Among Servants (2018 Moral Machine Records, mit Sebastian Müller, Leonhard Huhn, Rafael Calman, Christian Kolf)[6]
- Hugo Read Songs of Pain and Glory (2019 Double Moon Records mit Hugo Read, Thomas Rückert, Ramesh Shotham, Conrad Noll)
- Felix Hauptmann Talk (2020 Klaeng mit Christian Weidner, Fabian Arends)
- Roar Magic Realism (2020 QFTF mit Stefan Karl Schmid, Fabian Arends)[7]
- Max Stadtfeld & STAX Suboptimal (2022 Klaeng mit Matthew Halpin, Bertram Burkert)
- Roar feat. Christopher Dell (2022 QFTF mit Stefan Karl Schmid, Fabian Arends)[8]
- Roar feat. Christopher Dell: Zen World Cables (2024 Boomslang Records, mit Fabian Arends, Stefan Karl Schmid)
- Max Stadtfeld: Fancy Future (Boomslang, 2024)

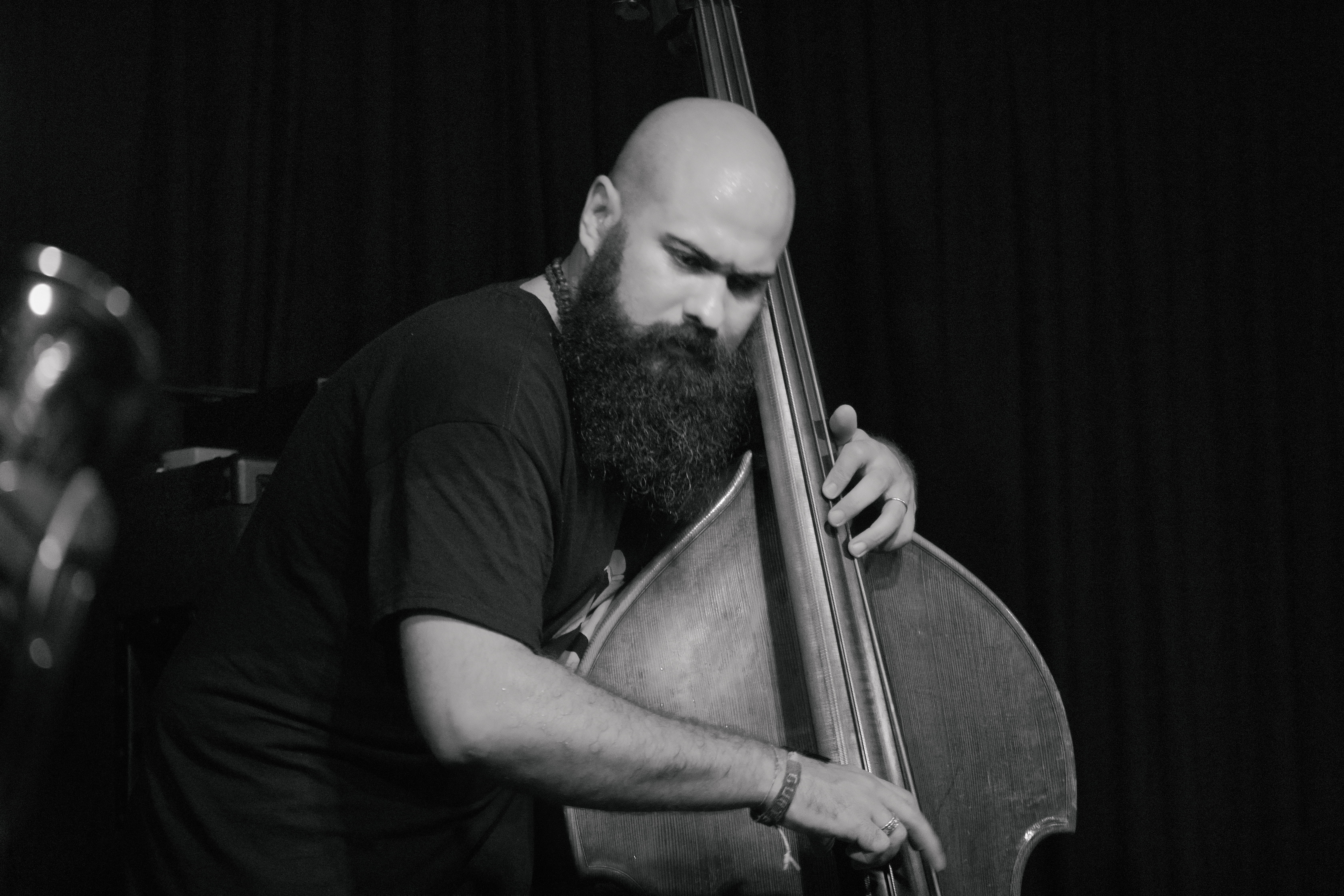
Reza Askari im Club W71, 2023